# وادي العين

تعديل مصدري - تعديل

وادي العين هو وادي يقع في وسط محافظة حضرموت مديرية حورة في اليمن بين سلسلة جبال وهو وادي انكساري يمتاز سطحه بالانحدار التدريجي من الجنوب إلى الشمال عند مصبه في منطقة الكسر نقطة التقاء وادي دوعن وعمد.

## جغرافيا
ويمتاز موقعه الجغرافي بربط حضرموت الداخل بسواحل حضرموت لوجود طريق مسفلت للسيارات يربط مدينة المكلا بمدينة القطن وسيئون وثمود وصنعاء وبقية المناطق وبعض المحافظات الأخرى.
هو وادي من عدة أودية بسلسلة هضبة حضرموت وهو يتوسطهن من حيث الموقع يبتدِئ من قرية الحصون شرج الشريف وينتهي بمنطقة حورة.
ويذكر انه كان هنالك سوق يعقد في إحدى قرى هذا الوادي بالتزامن مع بدء سوق عكاظ في المملكة
قرى هذا الوادي عديدة من القرى الأخرى كغورب والهشم والقاهرة والباطنة ومنخوب والبويرقات والسفيل وغيرها الكثير
بها الكثير من المساجد اكبرها جامع الرحمة بشرج الشريف وأقدمها جامع السفيل القديم تنبض الحياة بهذا الوادي بشكل يومي كونه مثل ما ذكر سابقاً همزة وصل بين حضرموت الساحل والداخل

## السكان
يبلغ عدد سكانه نحو 32,000 نسمة ويوجد به نحو ثلاثين قرية متفرقة.

## التاريخ الوادي
- يقع إلى الجنوب الغربي من مدينة سيئون، ويبعد عنها نحو 100 كيلو متر، ويخترق هذا الوادي الطريق الإسفلتي الذي يربط المكلا بوادي حضرموت، وأجريت دراسة أثرية ومساحات من قبل البعثة الأثرية اليمنية السوفيتية في عام 1984 م، وتم التوصل من خلالها، إلى أن هناك مواقع أثرية وتجمعات سكانية قديمة ومعابد ومنشآت ري كبيرة، ظهرت تقريباً في أن واحد مع مدينة ريبون في الفترة التي سبقت القرن السابع قبل الميلاد تقريباً، وقامت البعثة بالبحث الواسع والشامل للمواقع الأثرية، ويبدو أن المواقع الأثرية كثيفة في هذا الوادي، ولا تقل عن الواديين المجاورين له «وادي دوعن، ووادي عمد».

- وقد اكتشف معبداً للمعبود الحضرمي القديم سين، إلى الجنوب من قرية عدب، والمناطق الأثرية لمدينة كبيرة قرب مرواح أبعادها (70×500 متر)، ممتدة على سفح جبل الوادي، وهناك اثأر قديمة تقع إلى الجنوب من قرية لقلات، والتي يحتمل أنها تحتوي بين أنقاضها على معبد للإله سين، وإلى الجنوب والغرب منها لا زالت هناك بقايا منشآت الري شاخصة إلى وقتنا الحاضر.

- وهناك اثأر تقع في الطرف الجنوبي لقرية السفيل، وهي اثأر قديمة لمدينة غير كبيرة أبعادها (200× 140 متراً)، يقع في وسطها مبنى ضخم يعتقد أنه خاص بالإله سين، وقد وجدت في أنقاضه قرابين حجرية ومذابح كانت تستخدم للأغراض الطقسية التعبدية.

- وإلى الشرق من هذا الموقع الذي أصبح يرمز إليه علمياً بالسفيل، اكتشفت مقابر كهفيه في صخور الضفة اليمني لوادي العين، ربما أنها خاصة بالمدينة التي كانت قائمة في الطرف الجنوبي لقرية السفيل التي يرمز إليها بالسفيل 1، وإلى جنوب السفيل 1 على بعد نحو (2 كيلو متر)، هناك أيضاً خرائب لمستوطنة أخرى، ويبدو أن إحدى بقايا بناياتها كانت معبداً للإلهة عثترم، حيث عثر فيه على نقش بخط المسند يذكر تقديمه للإلهة عثترم.

- وقد وجدت في المناطق الأثرية هذه المستوطنة على أنواع جيدة من كسر الفخار التي لوٌنت بعضها باللون الأحمر، وبعضها باللون الأسود، وبعضها عليها رسوم لأشكال حيوانية خاصة، وهناك رسم لنعامة على واحدة منها.

- وأخيرا هناك في أقصى جنوب وادي العين المناطق الأثرية لأرض تابعه لقبيلة العوابثة وهي ارض القف، عٌثر بين بقايا بناياتها على معبداً للإله سين، وفي أنقاض هذا المعبد عٌثر على مبخرة حجرية، وعلى مذبح حجري ونقشاً يذكر فيه مسجله تقديم نذراً للإله سين بناءً على ما أمره به الإله.

- وإلى جانب الدراسة الأثرية للوادي قامت أيضاً البعثة بدراسة جغرافية لسكان الوادي حديثاً، وخرجت بنتائج أهمها:

يقع وادي العين في منطقة بدوية وساكنيه في الغالب تميل حياتهم إلى البدو أكثر منها إلى الحضر، وتشابه حياة ساكنيه حياة ساكني وادي دوعن والكسر وعمد، والمجموعة الكبيرة لسكان الوادي على ما قيل لأعضاء البعثة الأثرية اليمنية السوفيتية، تنتمي أصولهم التاريخية إلى - بدو رحل - وهم العوابثه ونسبهم يعود إلى (عوبثان بن زاهر بن مراد بن مذحج)، أما سكان الجزء السفلي من الوادي فغالبيتهم نزحوا إلى هنا من وادي حضرموت الرئيسي، وكان وادي العين في الماضي القريب يقدم لنا مثالاً جيداً لشرائح المجتمع المختلفة فقد كان قبائل العوابثه هم الشريحة القبلية بالوادي، بينما آل باوزير "، هم شريحة المشايخ ولذلك فقد كانوا الذين يقومون بحل النزاعات التي كانت تحدث بين القبائل إلى جانب النازحين من وادي حضرموت الرئيسي.
- يعتمد سكان وادي العين بشكل أساسي على الترحال والتجارة لمصدر عيشهم ثم الزراعة بالدرجة الثانية، ومن ثم تربية الماشية بالدرجة الثالثة، ومعظم ثرواتهم الحيوانية من الاغنام وتليها الإبل، وتتوفر بالوادي مصادر المياه التي هيأت لزراعة أراضي الوادي التي تكثر فيه زراعة النخيل.

- وقد لعب افتتاح الطريق الإسفلتي الذي يربط الوادي بالساحل دوراً اقتصادياً هاماً في حياة ساكني الوادي، وسهل لهم التواصل التجاري مع مدن الساحل، ومدن وقرى.

## وصلات خارجية
- موقع منتديات وادي العين على الشبكة